# Ernst Pauer (Theologe)

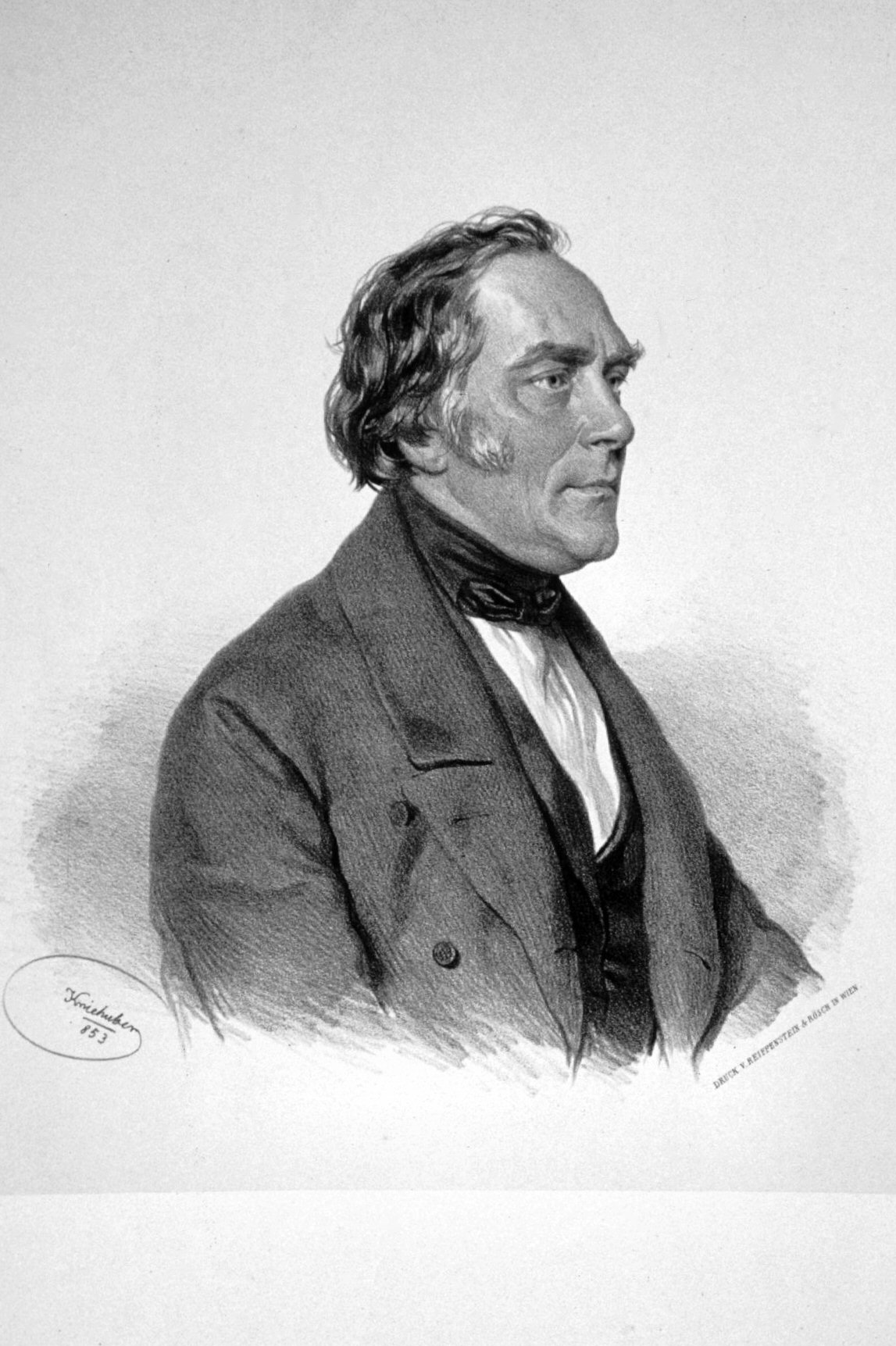
Ernst Pauer, Lithographie von Josef Kriehuber (1853)

Ernst Pauer (auch: Paur; * 14. Dezember 1791 in Bratislava; † 13. Februar 1861 in Wien) war ein österreichischer evangelisch-lutherischer Theologe.

## Leben
Ernst Pauer kam 1819 nach Wien und wurde dort erster Prediger in der Lutherischen Stadtkirche. 1845 wurde er als Nachfolger von Christian Heyser Superintendent der Evangelischen Superintendentur A. B. Wien, die damals auch Niederösterreich und Innerösterreich umfasste. Dieses Amt hatte er bis zu seinem Tod inne. Außerdem war Pauer Direktor der evangelisch-theologischen Lehranstalt, der späteren evangelisch-theologischen Fakultät der Universität Wien, sowie Gemeinderat der Stadt Wien. In Anerkennung seiner Verdienste wurde er 1851 mit dem Ritterkreuz des Franz-Joseph-Ordens ausgezeichnet.
Ernst Pauer war mit Sophie Pauer verheiratet, einer Tochter des Klavierbauers und Pianisten Andreas Streicher. Ihr gemeinsamer Sohn Ernst Pauer und dessen Sohn Max von Pauer wurden ebenfalls bekannte Pianisten.
Das Grab von Ernst Pauer befindet sich auf dem Evangelischen Friedhof Matzleinsdorf in Wien, den er 1858 gemeinsam mit dem evangelisch-reformierten Superintendenten Gottfried Franz eröffnet hatte.

## Schriften
- Rede am Sarge weiland Sr. Hochwürden des Johann Wächter, 1. geistlichen Rathes des k.k. Consistoriums Augsb. Confession, gehalten am 28. April 1827 in dem Bethhause der genannten Gemeinde. Ch. F. Schade, Wien 1827.
- Einweihung des Friedhofes der beiden Evangelischen Gemeinden AC. und HC. zu Wien, am 7. April 1858. K. Gerold’s Sohn, Wien 1858 – mit Gottfried Franz.